# Spring Break…Here to Party
Spring Break...Here to Party é o primeiro álbum de compilação do cantor norte-americano Luke Bryan, lançado em 5 de março de 2013 pela Capitol Records Nashville.

## Lista de faixas
| N.º            | Título                       | Compositor(es)                                        | Duração |  |
| 1.             | "Suntan City"                | Rhett Akins, Luke Bryan, Dallas Davidson, Ben Hayslip | 3:54    |  |
| 2.             | "Just a Sip"                 | Bryan, Michael Carter, Cole Swindell                  | 2:53    |  |
| 3.             | "Buzzkill"                   | Bryan, Jason Sever, Rachel Thibodeau                  | 3:37    |  |
| 4.             | "If You Ain't Here to Party" | Bryan, Rodney Clawson                                 | 3:53    |  |
| 5.             | "Little Bit Later On"        | Bryan, Ashley Gorley, Luke Laird                      | 4:07    |  |
| 6.             | "In Love with the Girl"      | Bryan, Carter, Jim McCormick, Swindell                | 3:28    |  |
| 7.             | "Shore Thing"                | Bryan, Carter, Swindell                               | 3:53    |  |
| 8.             | "Sorority Girl"              | Bryan, Davidson, McCormick                            | 3:23    |  |
| 9.             | "Shake the Sand"             | Bryan, Carter, Swindell                               | 4:28    |  |
| 10.            | "Love in a College Town"     | Bryan, Carter, Swindell                               | 3:23    |  |
| 11.            | "Wild Weekend"               | Bryan, Clawson, Craig Wiseman                         | 4:01    |  |
| 12.            | "Cold Beer Drinker"          | Bryan, Jason Matthews, McCormick                      | 3:50    |  |
| 13.            | "Spring Break-Up"            | Bryan, Gorley                                         | 3:06    |  |
| 14.            | "Take My Drunk Ass Home"     | Bryan, Matthews                                       | 3:22    |  |
| Duração total: | Duração total:               | Duração total:                                        | 51:18   |  |